# Carl-Wilhelm-Le-Veaux-Denkmal

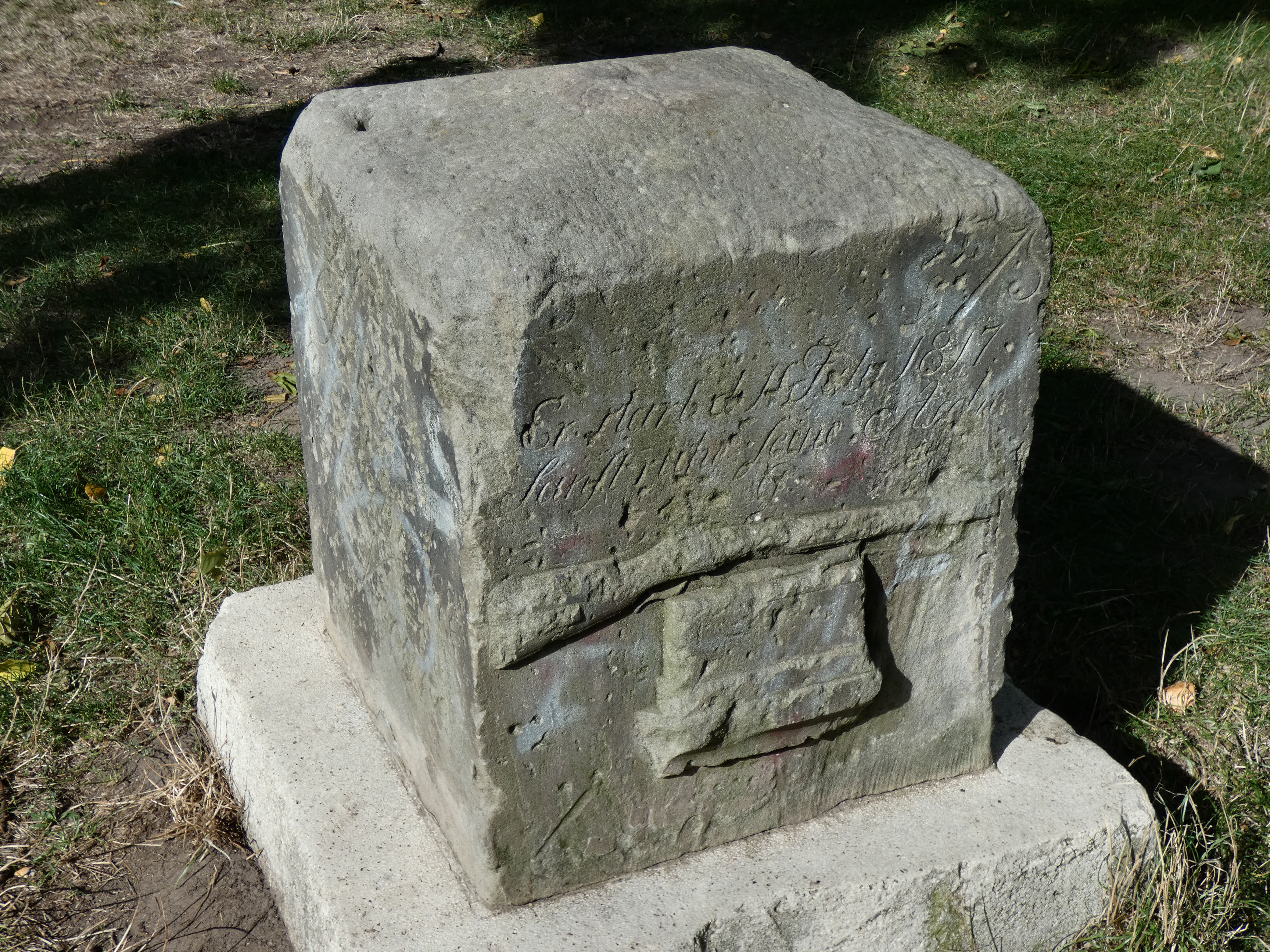
Carl-Wilhelm-Le-Veaux-Denkmal auf der Würfelwiese in Halle (2019)

Das Carl-Wilhelm-Le-Veaux-Denkmal ist eine Gedenkstätte in Halle (Saale). Es steht unter Denkmalschutz und ist im Denkmalverzeichnis von Sachsen-Anhalt mit der Erfassungsnummer 094 56564 004 als „Teilobjekt eines Baudenkmals – Kleindenkmal“ eingetragen, da die Denkmäler der Würfelwiese separat aufgeführt werden.

## Geschichte
Wie in anderen deutschen Städten bildete sich auch in Halle eine Pfälzer Kolonie. Zu den angesehensten Familien dieser Kolonie zählten die Le Veaux, die auch Leveaux geschrieben wurden. Sie gründeten unter anderem eine Brauerei und erbauten im Jahr 1705 für diese eine Holz-Wasserleitung vom Mühlgraben aus. Carl Wilhelm Le Veaux war seit mehreren Jahrzehnten Mitglied der Pfälzer Schützengesellschaft und zu deren Hauptmann aufgestiegen als man ihm im Jahr 1808 ein Denkmal im Bereich des Schießgrabens der Pfälzer Kolonie auf der Würfelwiese an der Saale errichtete. Der Gedenkstein hat sich bis heute erhalten. Da die Würfelwiese später zum Grabplatz der Völkerschlacht bei Leipzig wurde (siehe auch Völkerschlachtdenkmal (Würfelwiese Halle)), lässt sich nicht endgültig klären, ob sich Le Veaux hier auch beerdigen ließ. Es ist aber eher unwahrscheinlich, zumal er offenbar seine Leiche verbrennen ließ. Zumindest wurde sein Todesdatum später ergänzt.

## Beschreibung
Der kleine Würfel steht auf einem Fundamentplatte und wird von Reliefs verziert, die unter anderem ein Gewehr und eine Armbrust mit Pfeil zeigen. Die Inschriften sind teilweise nur noch schwer zu lesen. Sie lauten: Dem Bürger Carl Wilhelm Le Veaux und Von der Schützen=Gesellschaft am 19ten August 1808 sowie Er starb (…) July 1817, sanft ruh(e) seine Asche.